# Глікон (скульптор)

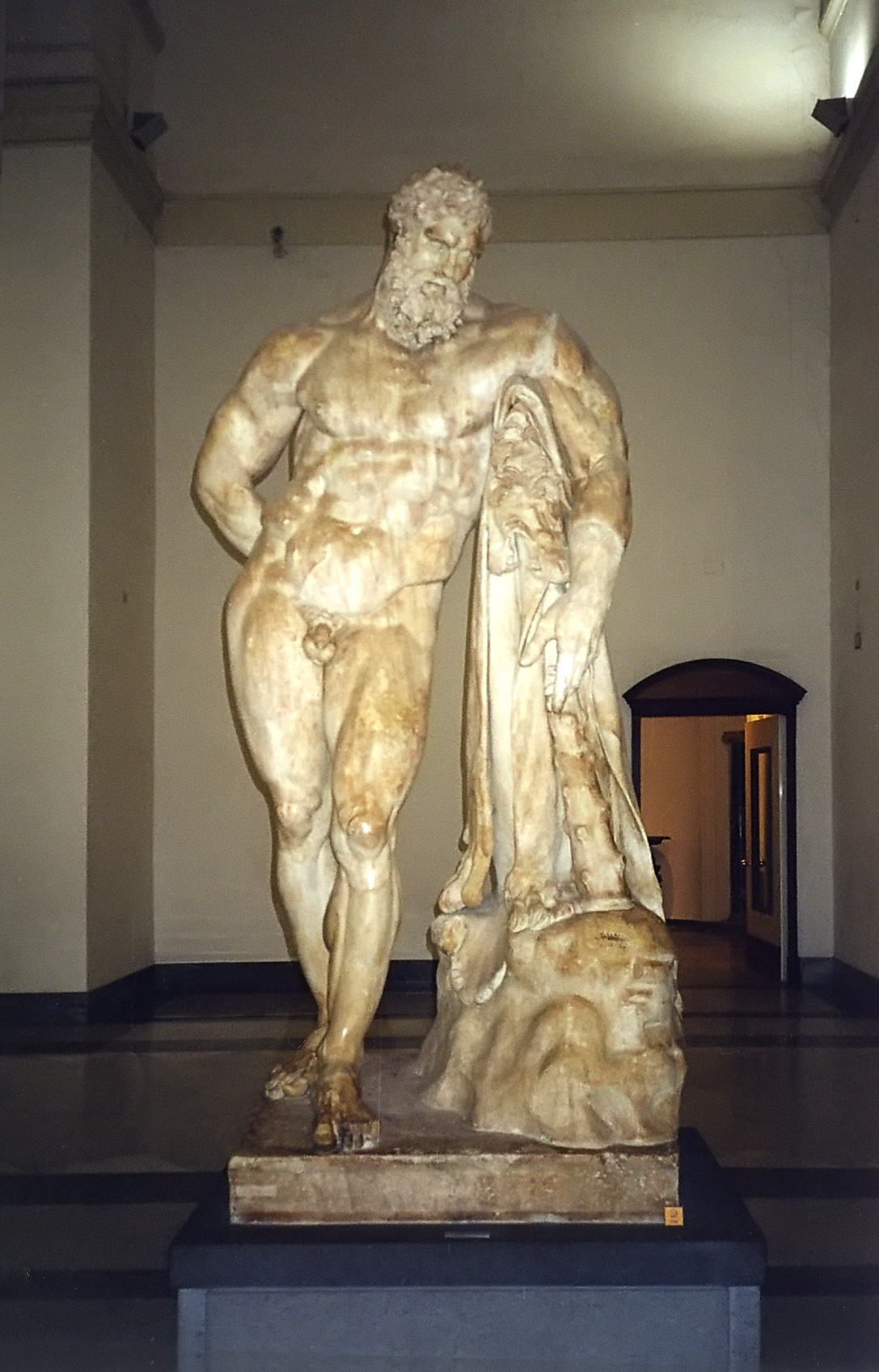
Робота Глікона — Геракл Фарнезе. :Національний археологічний музей (Неаполь).

Глікон — давньогрецький скульптор I ст. н. е. Працював в Афінах та Римі.

## Життєпис
Відомостей щодо народження та родини Глікона не має. Імовірно, він народився в Афінах, де й працював над своїми творами. Ймовірно виїздив для значних замовників в інші міста. Бував і в Римі. Глікон не створював нових індивідуальних робіт; за звичаями того часу Глікон робив копії з робіт відомих майстрів.
До нашого часу збереглася лише одна робота цього давньогрецького скульптора — це «Геракл». Вона виконана з оригінальної роботи відомого давньогрецького скульптора Лісіппа. Знайдено «Геракла» Глікона у термах імператора Каракалли, а потім повторно у XVI ст., згодом стала власністю родини Фарнезе. Звідси її теперішня назва Геракл Фарнезе, під якою скульптура зберігається в музеї Неаполя.